# Neutrala nationernas övervakningskommission

NNSC:s flagga.

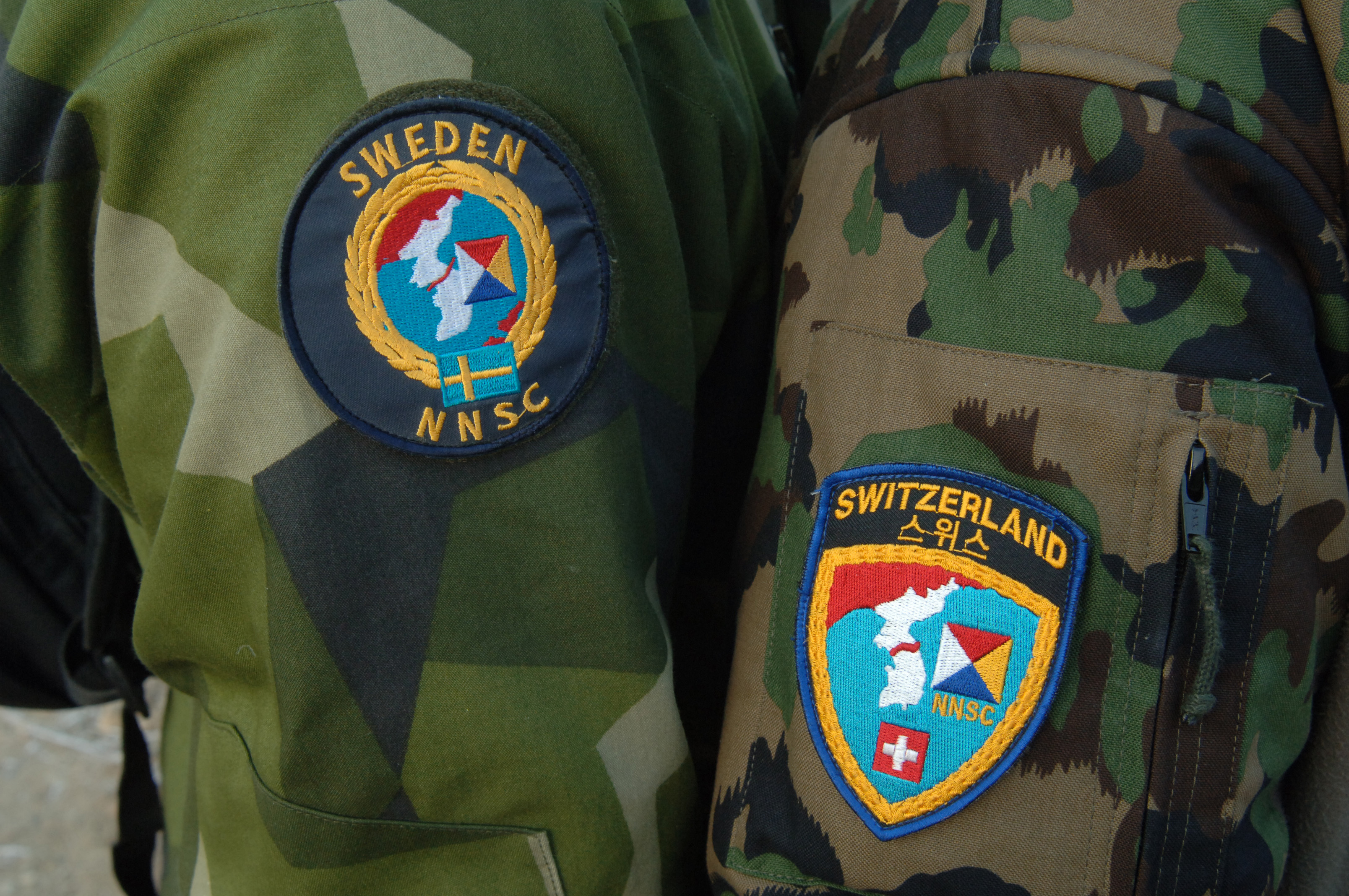
Uniformsmärken burna av NNSC-delegater från Sverige och Schweiz.

Neutrala nationernas övervakningskommission (engelska: Neutral Nations Supervisory Commission, NNSC) inrättades genom koreanska vapenstilleståndet (stilleståndsavtalet) som undertecknades den 27 juli 1953 som förklarade en vapenvila i Koreakriget. Det är, med United Nations Command, Military Armistice Commission, Korea (UNCMAC), en del av den mekanism som reglerar relationerna mellan Nordkorea och Sydkorea.
Uppdraget för NNSC var att genomföra inspektioner och undersökningar för att säkerställa genomförandet av punkterna 13(c) och 13(d) i vapenvilan, vilket skulle förhindra att förstärkningar kom att bringas in till Korea, antingen ytterligare militär personal eller nya vapen, annat än den lilla ersättning för skadad eller utsliten utrustning. Rapporter skulle göras till Military Armistice Commission.
Enligt vapenstilleståndet, skall NNSC bestå av fyra högre tjänstemän, av vilka två skall utses av neutrala nationer som utses av FN-kommandot (UNC) och av vilka två skall utses av neutrala nationer som nominerats gemensamt av den Koreanska Folkarmén och det Kinesiska folkets frivilligarmé. Begreppet "neutrala nationer" definierades som de nationer vars stridskrafter inte deltog i kriget i Korea. FN-kommandot valde Schweiz och Sverige, medan den Koreanska Folkarmén och Kinesiska folkets frivilligarmé valde Tjeckoslovakien och Polen.
NNSC stöddes av tjugo neutrala nationers inspektionsgrupper, tio var permanent placerade i hamnar i Nord- och Sydkorea, och tio var mobila grupper. Vapenstilleståndet angav inte hur gruppernas verksamhet skulle genomföras. De schweiziska och svenska grupperna var små i storlek, och förlitade sig på att deras värdar skulle bidra med personal, fordon och kommunikationsutrustning för att rapportera till övervakningskommissionen. De tjeckiska och polska grupperna var mycket större och helt självförsörjande, inklusive tunga radiobilar, tolkar, kockar och utspisningsutrustning.

## Den svenska delegationen vid NNSC
Sedan i samband med att vapenstilleståndet undertecknades 1953 har Sverige haft en delegation vid NNSC med placering i Panmunjeom. Kommenderingen som chef för den svenska delegationen har varierat från någon månad till flera år. Samtliga svenska chefer tilldelas generalmajors grad (gäller för officerare i flygvapnet, armén och amfibie, eller konteramirals grad för officerare i flottan) som officersrang inför att de tillträder befattningen, även om de inte haft den under sin ordinarie tjänstgöring i Försvarsmakten, alltså om personen inte vid ett annat tillfälle blivit utnämnd till generalmajor. Ambassadörer som placerades vid övervakningskommissionen blev konstituerade som generalmajorer vid tjänstgöring som Member/Delegationschef. Vid uppstarten av verksamheten var det i huvudsak ambassadörer som utsågs som Member/Delegationschefer då de hade en internationell kompetens och erfarenheter från förhandlingar och arbete i internationell miljö. Flera hade dessutom varit placerade i FN huset i New York och hade ett gott anseende därifrån. Personer som inte blivit utnämnd i Sverige till generalmajor/konteramiral, återgår till sin ordinarie officersrang efter sin kommendering.

### Lista över chefer för den svenska delegationen
Member/delegationschef vid övervakningskommissionen

- 1953–1953: Sven Grafström
- 1953–1954: P Molin
- 1954–1955: Tage Grönwall
- 1955–1955: Jens Malling
- 1955–1956: Östen Lundborg
- 1956–1956: Carl Bergenstråhle
- 1956–1957: Bo Benckert
- 1957–1958: Tore Wigforss
- 1957–1958: Sven Tilly
- 1958–1958: Carl Reuterswärd
- 1958–1959: Allan Edebäck
- 1960–1960: Bengt Lind af Hageby
- 1960–1961: Gustaf Adolf Westring
- 1961–1962: Åke Wikland
- 1962–1962: Göran Schildt
- 1962–1963: Carl Klingenstierna
- 1963–1963: Miles Flach
- 1963–1964: Sven Uggla
- 1964–1964: Arne Hallström
- 1964–1965: Ingemar Bratt
- 1965–1965: Birger Hasselrot
- 1965–1966: Carol Bennedich
- 1966–1966: Bertil Hård af Segerstad
- 1966–1967: Ingvar Berg
- 1967–1967: Arthur Raab
- 1967–1968: Gunnar Smedmark
- 1968–1968: Nils-Erik Ödman
- 1968–1969: Karl Sergel
- 1969–1970: Tage Grönwall
- 1970–1971: Trygve Sjölin
- 1971–1972: Nils Holmstedt
- 1972–1973: Magnus Bruzelius
- 1973–1974: Gunnar Ljungdahl
- 1974–1975: Gunnar Gerring
- 1975–1976: Allan Månsson
- 1976–1977: Lage Wernstedt
- 1977–1977: Jan Beckman
- 1978–1978: Sture Fornwall
- 1978–1979: Sven Torfgård
- 1979–1980: Nils Stenqvist
- 1980–1982: Göte Blom
- 1982–1983: Otto Rathsman
- 1983–1984: Gustaf Peyron
- 1984–1985: Gunnar Unell
- 1985–1986: Ulf Norström
- 1986–1987: Lennart Frick
- 1987–1988: Jan Bring
- 1988–1990: Finn Werner
- 1990–1992: Cay Holmberg
- 1992–1993: Leif Nilsson
- 1993–1994: Vollrath Tham
- 1994–1995: Karl-Göte Widén
- 1995–1996: Mats Marling
- 1997–1998: Lennart Rönnberg
- 1998–1999: Sven Julin
- 1999–2000: Kurt Blixt
- 2000–2001: Peter Hammarström
- 2001–2002: Kjell Koserius
- 2002–2004: Björn Elmer
- 2004–2006: Lars Frisk
- 2006–2008: Sture Theolin
- 2008–2011: Christer Lidström
- 2011–2013: Anders Grenstad
- 2013–2015: Berndt Grundevik
- 2015–2017: Mats Engman
- 2017–2019: Anders Grenstad
- 2019–2021: Lars-Olof Corneliusson [a]
- 2021–2023: Anders Callert [b]